# تپه لله ۲
تپه لله ۲ مربوط به دوره اشکانیان است و در شهرستان کرمانشاه، بخش کوزران، دهستان سنجابی، ضلع غربی روستای لله واقع شده و این اثر در تاریخ ۲۷ اسفند ۱۳۸۶ با شمارهٔ ثبت ۲۲۴۳۲ به‌عنوان یکی از آثار ملی ایران به ثبت رسیده است.